# Steven Bergwijn
Steven Charles Bergwijn (sinh ngày 8 tháng 10 năm 1997) là một cầu thủ bóng đá chuyên nghiệp người Hà Lan hiện đang thi đấu ở vị trí tiền vệ cánh hoặc tiền đạo cho câu lạc bộ Saudi Pro League Al-Ittihad.

## Sự nghiệp câu lạc bộ

### PSV
Bergwijn sinh ra ở Amsterdam, có cha mẹ là người Suriname.
Anh bắt đầu sự nghiệp của mình ở học viện trẻ Ajax cho đến năm 2011 nhưng anh đã quyết định ra đi vì một mâu thuẫn với một trong những huấn luyện viên tại Ajax. Sau đó, anh ngay lập tức ký hợp đồng với PSV. Bergwijn có trận ra mắt đội một cho Jong PSV ở giải hạng hai vào ngày 9 tháng 8 năm 2014 trước Achilles '29 sau khi vào sân thay người cho Elvio van Overbeek ở phút thứ 77 trong chiến thắng 2–0 trên sân nhà.
Anh ghi bàn thắng thứ ba giúp PSV đánh bại Ajax 3–0 để giành chức vô địch Eredivisie 2017–18.

### Tottenham Hotspur
Vào cuối kỳ chuyển nhượng mùa đông tháng 1 năm 2020, Bergwijn đã ký hợp đồng 5 năm với Tottenham Hotspur với trị giá 26,7 triệu bảng. Anh ghi bàn thắng đầu tiên cho câu lạc bộ trong trận ra mắt Premier League trong chiến thắng 2–0 trước Manchester City. Sau khi trận đấu này kết thúc, anh được bầu chọn là Cầu thủ xuất sắc nhất trận bởi Sky Sports. Vào ngày 6 tháng 3 năm 2020, Bergwijn bị bong gân ở mắt cá chân trái trong trận đấu với Burnley khiến anh phải ngồi ngoài trong phần còn lại của mùa giải. Nhưng vì Premier League phải nghỉ thi đấu do COVID-19, Bergwijn đã có thời gian để bình phục. Sau đó, anh đã có thể trở lại đội hình xuất phát 11 người và ghi bàn vào lưới trong trận đấu trước Manchester United, trận đấu đầu tiên sau giai đoạn nghỉ COVID-19 của Tottenham.
Vào ngày 19 tháng 1 năm 2022, Bergwijn ghi một cú đúp vào lưới Leicester City ở phút bù giờ một cách đầy kịch tính để giúp Spurs giành chiến thắng 3–2.

### Ajax
Vào ngày 8 tháng 7 năm 2022, Bergwijn trở lại Hà Lan và ký hợp đồng 5 năm với Ajax sau khi được Tottenham bán với trị giá 28 triệu bảng. Đây là vụ chuyển nhượng đắt nhất trong lịch sử Eredivisie và vụ chuyển nhượng này phá kỷ lục của Sébastien Haller từ West Ham United sang Ajax vào năm 2021 (22,5 triệu euro). Vào ngày 14 tháng 8 năm 2022, anh ghi một hat-trick trong chiến thắng 6–1 trước Groningen. Vào ngày 8 tháng 8 năm 2023, Bergwijn được Ajax công bố là đội trưởng mới của họ để thay thế Dušan Tadić sau khi Tadić rời Ajax để chuyển sang Fenerbahçe.

### Al-Ittihad
Vào ngày 2 tháng 9 năm 2024, Bergwijn ký hợp đồng ba năm với Al-Ittihad với mức phí 23 triệu đô la Mỹ.

## Sự nghiệp quốc tế
Bergwijn lần đầu tiên được triệu tập lên đội tuyển quốc gia khi Ronald Koeman điền tên anh vào danh sách của Đội tuyển bóng đá quốc gia Hà Lan vào tháng 10 năm 2018. Anh có trận ra mắt cho đội tuyển quốc gia vào ngày 13 tháng 10 năm 2018 trong chiến thắng 3–0 tại hạng đấu A UEFA Nations League 2018–19 trước Đức.
Vào ngày 29 tháng 5 năm 2024, Bergwijn có tên trong đội tuyển quốc gia Hà Lan tham dự UEFA Euro 2024.
Vào ngày 3 tháng 9 năm 2024, một ngày sau khi Bergwijn chuyển đến Ả Rập Xê Út, huấn luyện viên đội tuyển Hà Lan Ronald Koeman cho rằng Bergwijn không còn được triệu tập để đại diện cho đội tuyển quốc gia nữa vì thiếu ý chí vuơn lên trong thể thao.

## Thống kê sự nghiệp

### Câu lạc bộ
Tính đến 19 tháng 5 năm 2023
| Câu lạc bộ          | Mùa giải            | Giải đấu            | Giải đấu | Giải đấu | Cúp quốc gia | Cúp quốc gia | Cúp liên đoàn | Cúp liên đoàn | Châu lục | Châu lục | Khác | Khác | Tổng cộng | Tổng cộng |
| Câu lạc bộ          | Mùa giải            | Hạng                | Trận     | Bàn      | Trận         | Bàn          | Trận          | Bàn           | Trận     | Bàn      | Trận | Bàn  | Trận      | Bàn       |
| ------------------- | ------------------- | ------------------- | -------- | -------- | ------------ | ------------ | ------------- | ------------- | -------- | -------- | ---- | ---- | --------- | --------- |
| Jong PSV            | 2014–15             | Eerste Divisie      | 7        | 3        | —            | —            | —             | —             | —        | —        | —    | —    | 7         | 3         |
| Jong PSV            | 2015–16             | Eerste Divisie      | 20       | 9        | —            | —            | —             | —             | —        | —        | —    | —    | 20        | 9         |
| Jong PSV            | 2016–17             | Eerste Divisie      | 4        | 2        | —            | —            | —             | —             | —        | —        | —    | —    | 4         | 2         |
| Jong PSV            | Tổng cộng           | Tổng cộng           | 31       | 14       | —            | —            | —             | —             | —        | —        | —    | —    | 31        | 14        |
| PSV Eindhoven       | 2014–15             | Eredivisie          | 1        | 0        | 1            | 0            | —             | —             | 0        | 0        | —    | —    | 2         | 0         |
| PSV Eindhoven       | 2015–16             | Eredivisie          | 5        | 0        | 2            | 0            | —             | —             | 1        | 0        | 0    | 0    | 8         | 0         |
| PSV Eindhoven       | 2016–17             | Eredivisie          | 25       | 2        | 2            | 0            | —             | —             | 6        | 0        | 0    | 0    | 33        | 2         |
| PSV Eindhoven       | 2017–18             | Eredivisie          | 32       | 8        | 2            | 0            | —             | —             | 2        | 0        | —    | —    | 36        | 8         |
| PSV Eindhoven       | 2018–19             | Eredivisie          | 33       | 14       | 0            | 0            | —             | —             | 7        | 1        | 1    | 0    | 41        | 15        |
| PSV Eindhoven       | 2019–20             | Eredivisie          | 16       | 5        | 2            | 0            | —             | —             | 10       | 1        | 1    | 0    | 29        | 6         |
| PSV Eindhoven       | Tổng cộng           | Tổng cộng           | 112      | 29       | 9            | 0            | —             | —             | 26       | 2        | 2    | 0    | 149       | 31        |
| Tottenham Hotspur   | 2019–20             | Premier League      | 14       | 3        | 1            | 0            | 0             | 0             | 1        | 0        | —    | —    | 16        | 3         |
| Tottenham Hotspur   | 2020–21             | Premier League      | 21       | 1        | 1            | 0            | 2             | 0             | 11       | 0        | —    | —    | 35        | 1         |
| Tottenham Hotspur   | 2021–22             | Premier League      | 25       | 3        | 2            | 0            | 2             | 1             | 3        | 0        | —    | —    | 32        | 4         |
| Tottenham Hotspur   | Tổng cộng           | Tổng cộng           | 60       | 7        | 4            | 0            | 4             | 1             | 15       | 0        | —    | —    | 83        | 8         |
| Ajax                | 2022–23             | Eredivisie          | 32       | 12       | 4            | 1            | —             | —             | 8        | 2        | 1    | 1    | 45        | 16        |
| Ajax                | 2023–24             | Eredivisie          | 24       | 12       | 0            | 0            | —             | —             | 7        | 1        | —    | —    | 31        | 13        |
| Ajax                | 2024–25             | Eredivisie          | 1        | 0        | 0            | 0            | —             | —             | 2        | 0        | —    | —    | 3         | 0         |
| Ajax                | Tổng cộng           | Tổng cộng           | 57       | 24       | 4            | 1            | —             | —             | 17       | 3        | 1    | 1    | 79        | 29        |
| Al-Ittihad          | 2024–25             | Saudi Pro League    | 0        | 0        | 0            | 0            | —             | —             | 0        | 0        | 0    | 0    | 0         | 0         |
| Tổng cộng sự nghiệp | Tổng cộng sự nghiệp | Tổng cộng sự nghiệp | 259      | 73       | 16           | 1            | 4             | 1             | 58       | 5        | 3    | 1    | 341       | 82        |

1. ↑  Bao gồm KNVB Cup và FA Cup
2. 1 2 3 4  Ra sân tại UEFA Champions League
3. 1 2 3 4  Ra sân tại UEFA Europa League
4. 1 2 3  Ra sân tại Siêu cúp bóng đá Hà Lan
5. ↑  Ra sân hai lần tại UEFA Champions League, ra sân tám lần và một bàn thắng tại UEFA Europa League
6. ↑  Ra sân tại UEFA Europa Conference League
7. ↑  Ra sân sáu lần và ghi hai bàn tại UEFA Champions League, ra sân hai lần tại UEFA Europa League

### Quốc tế
Tính đến 6 tháng 7 năm 2024
| Đội tuyển quốc gia | Năm   | Trận | Bàn |
| ------------------ | ----- | ---- | --- |
| Hà Lan             | 2018  | 3    | 0   |
| Hà Lan             | 2019  | 6    | 0   |
| Hà Lan             | 2020  | 2    | 1   |
| Hà Lan             | 2021  | 5    | 1   |
| Hà Lan             | 2022  | 12   | 5   |
| Hà Lan             | 2023  | 4    | 1   |
| Hà Lan             | 2024  | 3    | 0   |
| Total              | Total | 35   | 8   |

#### Bàn thắng quốc tế
Tính đến 18 tháng 6 năm 2023
Tỷ số và kết quả liệt kê bàn thắng của Hà Lan được để trước, cột tỷ số cho biết tỷ số sau mỗi bàn thắng của Bergwijn.
| # | Ngày                 | Địa điểm                                         | Đối thủ  | Tỷ số | Kết quả | Giải đấu                      |
| - | -------------------- | ------------------------------------------------ | -------- | ----- | ------- | ----------------------------- |
| 1 | 4 tháng 9 năm 2020   | Johan Cruyff Arena, Amsterdam, Hà Lan            | Ba Lan   | 1–0   | 1–0     | UEFA Nations League 2020–21   |
| 2 | 16 tháng 11 năm 2021 | De Kuip, Rotterdam, Hà Lan                       | Na Uy    | 1–0   | 2–0     | Vòng loại FIFA World Cup 2022 |
| 3 | 26 tháng 3 năm 2022  | Johan Cruyff Arena, Amsterdam, Hà Lan            | Đan Mạch | 1–0   | 4–2     | Giao hữu                      |
| 4 | 26 tháng 3 năm 2022  | Johan Cruyff Arena, Amsterdam, Hà Lan            | Đan Mạch | 4–2   | 4–2     | Giao hữu                      |
| 5 | 29 tháng 3 năm 2022  | Johan Cruyff Arena, Amsterdam, Hà Lan            | Đức      | 1–1   | 1–1     | Giao hữu                      |
| 6 | 3 tháng 6 năm 2022   | Sân vận động Nhà vua Baudouin, Bruxelles, Bỉ     | Bỉ       | 1–0   | 4–1     | UEFA Nations League 2022–23   |
| 7 | 22 tháng 9 năm 2022  | Sân vận động Quốc gia Warszawa, Warszawa, Ba Lan | Ba Lan   | 2–0   | 2–0     | UEFA Nations League 2022–23   |
| 8 | 18 tháng 6 năm 2023  | De Grolsch Veste, Enschede, Hà Lan               | Ý        | 1–2   | 2–3     | UEFA Nations League 2022–23   |

## Danh hiệu

### Câu lạc bộ

#### PSV
- Eredivisie: 2014–15, 2015–16, 2017–18[4]
- Siêu cúp Hà Lan: 2016[4]

#### Tottenham Hotspur
- Á quân Cúp EFL: 2020–21[23]

#### Ajax
- Á quân KNVB Cup: 2022–23[24]

### Cá nhân
- Golden Player Giải vô địch bóng đá U-17 châu Âu: 2014[25]
- Đội hình của năm Giải vô địch bóng đá U-17 châu Âu: 2014[25]
- Cầu thủ Eredivsie xuất sắc nhất tháng: Tháng 2 năm 2018[26]
- Tài năng Eredivisie xuất sắc nhất tháng: Tháng 8 năm 2018;[27] tháng 12 năm 2018[28]